# Комплекс із виробництва добрив у Джубайлі
Комплекс з виробництва добрив у Джубайлі (Ibn Al-Baytar) – підприємство хімічної промисловості, яке працює у індустріальному центрі Джубайль на східном узбережжі Саудівської Аравії. 
Проект реалізувала National Chemical Fertilizer Company (Ibn Al-Baytar), засновниками якої на паритетних засадах стали саудійська нафтохімічна корпорація SABIC та її дочірня компанія з виробництва добрив SAFCO. 
В 1987-му на майданчику заводу ввели в дію виробництво аміаку річною потужністю 500 тисяч тон, а у 1990-му його почали споживати похідні виробництва сечовини (продукують з аміаку та діоксиду вуглецю) та діамонійфосфату (отримують реакцією аміаку та фосфорної кислоти). Частина останнього в обсягах 100 тисяч тон призначалась для продажу, тоді як інша спрямовувалась на продукування азотнофосфорнокалійного добрива (NPK, потребує діамонійфосфату та калійної сировини) в обсягах до 500 тисяч тон на рік. Крім того, підприємство могло щорічно випускати 200 тисяч тон потрійного суперфосфату (потребує фосфоритів та фосфорної кислоти).
Для своєї роботи підприємство потребує:
- фосфоритний концентрат (можливо відзначити, що у 2010-х роках в Саудівській Аравії почали видобувати цю сировину на гірничозбагачувальних комбінатах Джаламід та Умм-Вуаль);
- сульфатну кислоту, дією якої на фосфоритний концентрат отримують фосфорну кислоту (до 2008-го серед постачальників цієї сировини міг бути завод в Даммамі, що належав зазначеній вище SAFCO);
- хлорид калію (поташ);
- природний газ для виробництва аміаку (надходить до Джубайлю по трубопроводах Беррі – Джубайль, Утманія – Беррі, Хурсанія – Беррі, Васіт – Беррі, а з середини 2020-х зможе також надходити по газопроводу Танаджиб – Джубайль).
В 2019-му підприємство здійснило тестовий випуск нового виду добрива – сечовини кальцію сульфату (сульфат кальцію є побічним продуктом у технологічному процесі заводу).